# 沢木樹里
沢木 樹里（さわき じゅり、1984年12月15日 - ）は、日本のAV女優。ウェーブプロモーション所属。

## 略歴・人物
2008年にAVデビュー。

## 出演作品

### アダルトビデオ
2008年
- WATER POLE 59 （10月10日、プレステージ）
- 本物素人ギャルに強制羞恥! このブランド品が欲しかったらエッチなゲームにチャレンジしませんか? Vol.02 （11月6日、GARCON）…オムニバス作品 他出演:幸、藤田かりん、伊藤れん、成瀬あいは、モエ ほか
- 素人痴漢生体験 （11月20日、ナチュラルハイ）…オムニバス作品 他出演:アカリ、アヤ、マリ、ユキ、マキ、ユキ
- 渋谷BLACK VS 名古屋BLACK 無敵の最強ギャルサー渋谷BLACKの前に新たな挑戦者が現る!! （12月4日、GARCON）…共演:流ダイヤ、彩弓、早崎れおん、やざわかりん、山城美姫、桃咲まなみ ほか
- 恥女! Vol.4 水着☆着用 混浴温泉! 水に溶ける羞恥ビキニ! 温泉レポーターが全裸でイヤンっ! （12月4日、サディスティックヴィレッジ）…オムニバス作品 他出演:はるか、ゆうな、あきな、かりん、エナ
- 女子校生ギャル図鑑 02 （12月19日、エムズビデオグループ）
- 放課後わりきりバイト 02 （12月19日、S級素人）

2009年
- 巨乳女子校生GAL Fcup 88cm （1月1日、MOODYZ）
- E-BODY （1月13日、E-BODY）
- ギャルズトーク 01 （1月14日、プレステージ）…共演:五月沙姫、成瀬心美、富永あずさ ほか
- 中出し了解 （1月23日、プレステージ）
- VANILLA 04 小麦ちゃんのお尻 （2月3日、プレステージ）
- kira☆kira SPECIAL 淫乱スタイルGALS☆巨乳乱交 （2月19日、kira☆kira）…共演:愛菜りな、桜井エミリ、蒼木ゆきな
- SAFARI 009 （2月20日、S級素人）
- 膣乳崩壊拷悶制裁 依頼リスト8件目 （3月3日、マッド）
- メガザーメン一発大量顔射 2 （3月20日、レアル・ワークス）…オムニバス作品 他出演:妃乃ひかり、森野さくら、桜井エミリ、鈴香音色、平井綾、流ダイヤ、鮎川なお、MOKA、愛梨沙
- 素人AneギャルHEAVEN 4時間 5 （3月27日、ケイ・エム・プロロデュース）…オムニバス作品 他出演:神谷りの、愛梨沙、前島エリナ、さやか
- 素行の悪い10代ギャルを補○員になりすまして捕獲!! 拉致・監禁・中出しレイプ!! （4月4日、GARCON）…オムニバス作品 他出演:AZUSA、彩弓
- PLAY GIRL 04 （4月17日、レアル・ワークス）…オムニバス作品 他出演:東野愛鈴、石川みずき
- 極嬢GIRLS （4月19日、YeLLOW）…共演:RICA、綾波セナ
- キャバ嬢 Platinum After （4月24日、ビッグモーカル）…オムニバス作品 他出演:星アンジェ、ひなのりく、芽衣奈
- kira☆kiraフェラチオ学園祭 Vol.4 （5月19日、kira☆kira）…オムニバス作品 他出演:向井ゆうき、叶志穂、深田梨菜、鈴木千里、椎名ルイ、川嶋いろは、柴崎エリナ、姫宮ラム、桐原亜澄、七瀬琴那、妃乃ひかり、マリエ、小春、渡瀬レナ、遥ゆりあ、胡桃さき
- WILD HIP （6月1日、ワンズファクトリー）
- 羞辱妄想劇場 VOL.2 憧れ病院アイドルのナース服が溶けた! （6月4日、サディスティックヴィレッジ）…オムニバス作品 他出演:森元あすか、桃咲まなみ、七瀬ゆうり
- Wギャル ボイン （6月13日、MOODYZ）…共演:松嶋れいな
- 巨乳コギャルズ学園 （6月19日、YeLLOW）…共演:鮎川なお、七瀬ゆうり、石川みずき
- 脱ぎたてホクホク パンティ〜手コキ&フェラ 4 （6月19日、YeLLOW）…オムニバス作品 他出演:高坂保奈美、仲村ろみひ、鮎川なお、綾波セナ、RICA、くるみ、辻本りょう、山崎まりあ、上原まみ、藤宮櫻花、水野美香
- ♀-age嬢 2pac.03 （7月17日、GLAY'z）
- 手コキでベロちゅ〜 7 12人の接吻&手淫絶頂 （7月19日、YeLLOW）…オムニバス作品 他出演:高坂保奈美、櫻井ゆうこ、綾波セナ、石川鈴華、渋谷梨果、水野美香、神田ゆりあ、二宮せりな、君嶋さやか、牧野くるみ、諸星セイラ
- スクール水着ローションパイズリ 2 （7月19日、YeLLOW）…オムニバス作品 他出演:小坂めぐる、澄川ロア、桜井エミリ、鮎川なお、仲村ろみひ、佐伯奈々、宮崎あい、牧野くるみ、櫻井ゆうこ、神田ゆりあ、石川鈴華
- 競泳水着脚コキ イカせるまでイっちゃダメ!! （8月1日、ワンズファクトリー）…オムニバス作品 他出演:大沢佑香（晶エリー、新井エリー）、大塚咲、桜井エミリ、月野りさ、成瀬心美、ひなのりく、南つかさ、諸星セイラ、雪見紗弥
- VIP STAR STAGE 12 （8月7日、クリスタル映像）
- 妻、猥褻行為 （8月16日、タカラ映像）
- ウリ専女子校生に生中出し 02 （8月17日、レアル・ワークス）…オムニバス作品 他出演:みづき伊織、川村葵
- ツンデレギャル （8月25日、ビッグモーカル）…オムニバス作品 他出演:仲村ろみひ、ひなのりく、千野美帆
- REVOLUTION 06 （9月1日、EROS HEARTS）
- ギャルフェラチオ 21人 （9月3日、グローリークエスト）…オムニバス作品 他出演:愛沢蓮、RUMIKA、渋谷梨果、倖田みらい、南りん、凛音涼子、向坂美々、小宮ゆい、永瀬あき、諸星セイラ、安西瑠菜、月野りさ、みついあんな、RICA、涼宮ラム、羽鳥涼子、梅宮リナ、深田梨菜、水野美香
- 全員Fカップ以上! 巨乳ギャル露天風呂!! Vol.04 （9月5日、GARCON）…共演:南まりん、諸星セイラ、鈴香音色、速水百花 ほか
- モテない僕が謎の美人女医に「ギャル変身薬」を飲まされて 超美形でエロいギャルの身体を手に入れた! （9月5日、GARCON）…オムニバス作品
- ノーカット・ノー編集で見せる極上のフェラチオ、ゴックン、長時間お掃除フェラ （9月19日、稀有）
- PLAY GIRL 09 （9月25日、レアル・ワークス）…オムニバス作品 他出演:五月沙姫、水原サヤカ
- インパクトBODY （11月19日、OPPAI）…共演:平井綾、真田春香、月嶋美唯
- kira☆kira BLACK GAL SPECIAL 〜EROTIC SHOW GIRLS〜 （12月19日、kira☆kira）…共演:RUMIKA、愛菜りな、永瀬あき、月嶋美唯、大城美咲
- GAL Junkie 11 沢木樹里 キモM男拘束射精地獄 （12月25日、ケラ工房）

2010年
- 張り型チンポ自慰 04 （1月1日、ワンズファクトリー）…オムニバス作品 他出演:大塚咲、可愛カナ、川上ゆう、永瀬あき、並木るか、二宮せりな、浜崎りお、姫咲りりあ、RUMIKA
- 耳掻きエステはひょっとして?性的サービスもしてくれるのではないか!? Part.2 （3月6日、ラハイナ東海）…オムニバス作品 他出演:鈴木茶織
- AV女優オールスター☆ROOKIE乱交水泳大会 （3月19日、ROOKIE）…共演:三浦加奈、森永ひよこ、愛音ゆり、辻本りょう、小峰ひなた、今野梨乃、一戸のぞみ、星優乃、Rina、君嶋かりん、南ももか、一色さえ、真中ゆかり、杏あづさ、西川かな
- 男女の身体が入れ替わる赤い糸 学園パニック （5月27日、アイエナジー）…共演:京本かえで、石川みずき、君野ゆめ、一色さえ、佐伯みゆ
- 巨乳露天風呂ギャル夜這いレイプ 2 （6月10日、GARCON）…共演:鈴香音色、星乃せあら
- 巨乳学園BEST（7月19日、YeLLOW）…他出演:堀口奈津美、石川みずき、鮎川なお、美浦詩音、森永ひよこ、成瀬心美、七瀬ゆうり
- もうキミの尻しか見えない！お尻8時間スペシャル！！（8月19日、ROOKIE）
- NAMANAKA GALS 02（8月27日、ピエロ）共演:RUMIKA、愛菜りな

### アダルトサイト
- PORNOGRAPH Amateurgraph じゅり in 大久保 （PORNOGRAPH）
- S-Cute 6th No.62 JURI（24歳） （S-Cute）
- G-AREA かよこ （PERFECT-G）